# Алеш Хваловський
Алеш Хваловський (чеськ. Aleš Chvalovský, нар. 29 травня 1979) — чеський футболіст, що грав на позиції воротаря.
Виступав, зокрема, за «Аполлон» (Лімасол), з яким вигравав чемпіонат і Кубок Кіпру, а також молодіжну збірну Чехії, з якою став чемпіоном Європи 2002 року.

## Клубна кар'єра
Народився 29 травня 1979 року. Вихованець юнацьких команд футбольних клубів «Хмел», «Дукла» (Прага), «Раковник» та «Славія», після чого відправився до Англії, де два роки провів у академії «Ліверпуля», а потім грав за аматорський «Марін» у Північній Прем'єр-лізі Англії, сьомому за важливістю рівні англійського футболу.
У дорослому футболі дебютував 1998 року виступами за команду «Хмел», в якій провів два сезони, взявши участь у 45 матчах чемпіонату. Більшість часу, проведеного у складі «Хмела», був основним голкіпером команди.
У 2000 році він підписав контракт із німецьким «Штутгартем», але провів лише 13 матчів у аматорській лізі за резервну команду. Тому лише через шість місяців Хваловський повернувся в «Бльшани» в січні 2001 року і знову став там основним воротарем. Цього разу відіграв за команду з Блшан наступні чотири сезони своєї ігрової кар'єри. Граючи у складі «Хмела» також здебільшого виходив на поле в основному складі команди.
2005 року перейшов до кіпрського клубу «Аполлон», за який відіграв 7 сезонів. Тренерським штабом нового клубу також розглядався як гравець «основи». Протягом свого першого року на Кіпрі він провів чудовий сезон, його команда виграла чемпіонат без поразок на Кіпрі, а Хваловський був визнаний гравцем року на Кіпрі в сезоні 2005/06. Згодом вигравав з командою Кубок і Суперкубок Кіпру. Завершив професійну кар'єру футболіста виступами за команду «Аполлон» (Лімасол) у 2012 році.

## Виступи за збірні
Залучався до складу молодіжної збірної Чехії, з якою був учасником молодіжних чемпіонатів Європи 2000 і 2002 років, вигравши на другому з них золоті медалі. Всього на молодіжному рівні зіграв у 12 офіційних матчах, пропустив 1 гол.
2000 року захищав кольори олімпійської збірної Чехії на футбольному турнірі Олімпійських ігор 2000 року у Сіднеї, де зіграв один матч групового проти Камеруну (1:1), але чехи посіли останнє місце у групі.

## Титули і досягнення
- Чемпіон Кіпру (1):

«Аполлон»: 2005/06
- Володар Кубка Кіпру (1):

«Аполлон»: 2009/10
- Володар Суперкубка Кіпру (1):

«Аполлон»: 2006

## Особисте життя
Алеш Хваловський є сином багаторічного президента Чеської футбольної асоціації Франтішека Хваловського, який також був футболістом і грав на позиції воротаря.